# The Chinese Bungalow (1940)
The Chinese Bungalow (Condenação do Destino (título em Portugal) ) é um filme de drama britânico de 1940, dirigido por George King e estrelado por Kay Walsh, Jane Baxter e Paul Lukas. Também é conhecido como Chinese Den. Foi adaptado da peça homônima de Marion Osmond e James Corbett.

## Elenco
- Paul Lukas ... Yuan Sing
- Kay Walsh ... Sadie Merivale
- Jane Baxter ... Charlotte Merivale
- Robert Douglas ... Richard Marquess
- Wallace Douglas ... Harold Marquess